# هوارد فيرنون
هوارد فيرنون هو ممثل سويسري، ولد في 15 يوليو 1914 ببادن في سويسرا، وتوفي في 25 يوليو 1996 في فرنسا بسبب مرض.

## وصلات خارجية
- هوارد فيرنون على موقع IMDb (الإنجليزية)
- هوارد فيرنون على موقع روتن توميتوز (الإنجليزية)
- هوارد فيرنون على موقع ألو سيني (الفرنسية)
- هوارد فيرنون على موقع أول موفي (الإنجليزية)
- هوارد فيرنون على موقع قاعدة بيانات الأفلام السويدية (السويدية)
- هوارد فيرنون على موقع إن إن دي بي (الإنجليزية)
- هوارد فيرنون على موقع قاعدة بيانات الفيلم (الإنجليزية)
- هوارد فيرنون على موقع كينوبويسك (الروسية)